# The Magic Castle

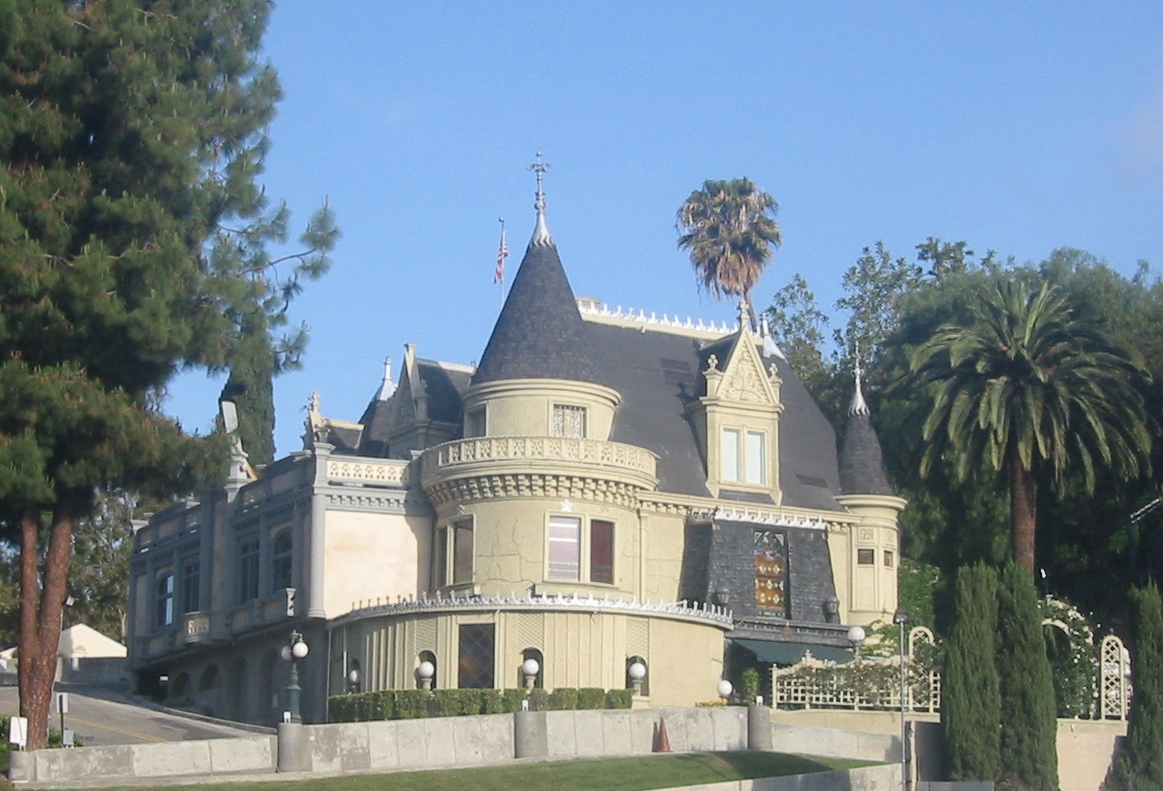

The Magic Castle é um prestigiado clube de ilusionistas situado em Hollywood, Califórnia, e a sede da Academy of Magic Arts. O objectivo desta academia, com mais de 5.000 membros, é preservar e promover a arte do ilusionismo.

## História
O edifício trata-se de uma mansão que lembra um castelo e foi construída em 1909 por Rollin B. Lane. A mansão foi adquirida por Milt Larsen e Bill Larsen Jr. em 1961. Após remodelação do edifício, o "Magic Castle" abriu as portas ao público em 2 de Janeiro de 1963.
Muitos dos ilusionistas mais célebres do mundo confraternizaram e actuaram neste espaço. Estes incluem Harry Blackstone Jr., David Copperfield, Siegfried & Roy e Doug Henning. Este último estudou no castelo sob orientação de Dai Vernon ou "o professor", uma das personalidades mais importantes do "Magic Castle", que foi aí mágico residente até à sua morte em 1992, com 98 anos.